# 라이이향

라이이향의 위치

라이이향(한국어: 내의향, 중국어: 來義鄉, 병음: Láiyì Xiāng)은 중화민국 핑둥현의 향이다. 넓이는 167.7756km2이고, 인구는 2015년 8월 기준으로 7,548명이다.

## 지리
라이이향은 핑둥 현 동부에 위치하고, 북쪽은 타이우향과 동쪽은 타이둥현 다런향, 진펑향과 서쪽은 완완향, 신피향과 서남쪽은 팡랴오향과 남쪽은 춘르향과 각각 접하고 있다.
중양산맥상에 위치해, 평균 해발은 300m의 산악 지대가 대부분을 차지해 지세는 상당히 험하다. 라이이시(來義溪) 및 그 지류가 향내를 흐르고 있다. 주민은 원주민인 파이완족이 다수를 차지하며, 전국에서도 가장 파이완족이 많이 생활하는 향진이다.

## 역사
라이이향은 예부터 파이완족 브틀 계통의 파우마우막(Paumaumaq) 군의 활동 지역이었다. 청대에는 봉산현에 속하고 있었지만, 일본의 통치가 시작되면서 아후청, 다카오주의 관할이 되었다. 전후 초기에 체쟈아브스 부락에 향사무소를 설치했고, 라이이향을 설치해 가오슝현의 관할이 되었다. 1950년에 핑둥현에 귀속되었다.